# Peracchius durantae
Peracchius durantae là một loài côn trùng cánh nửa trong họ Aleyrodidae, phân họ Aleyrodinae.
Peracchius durantae được Lima & Racca-Filho miêu tả khoa học đầu tiên năm 2005.